# 六角池

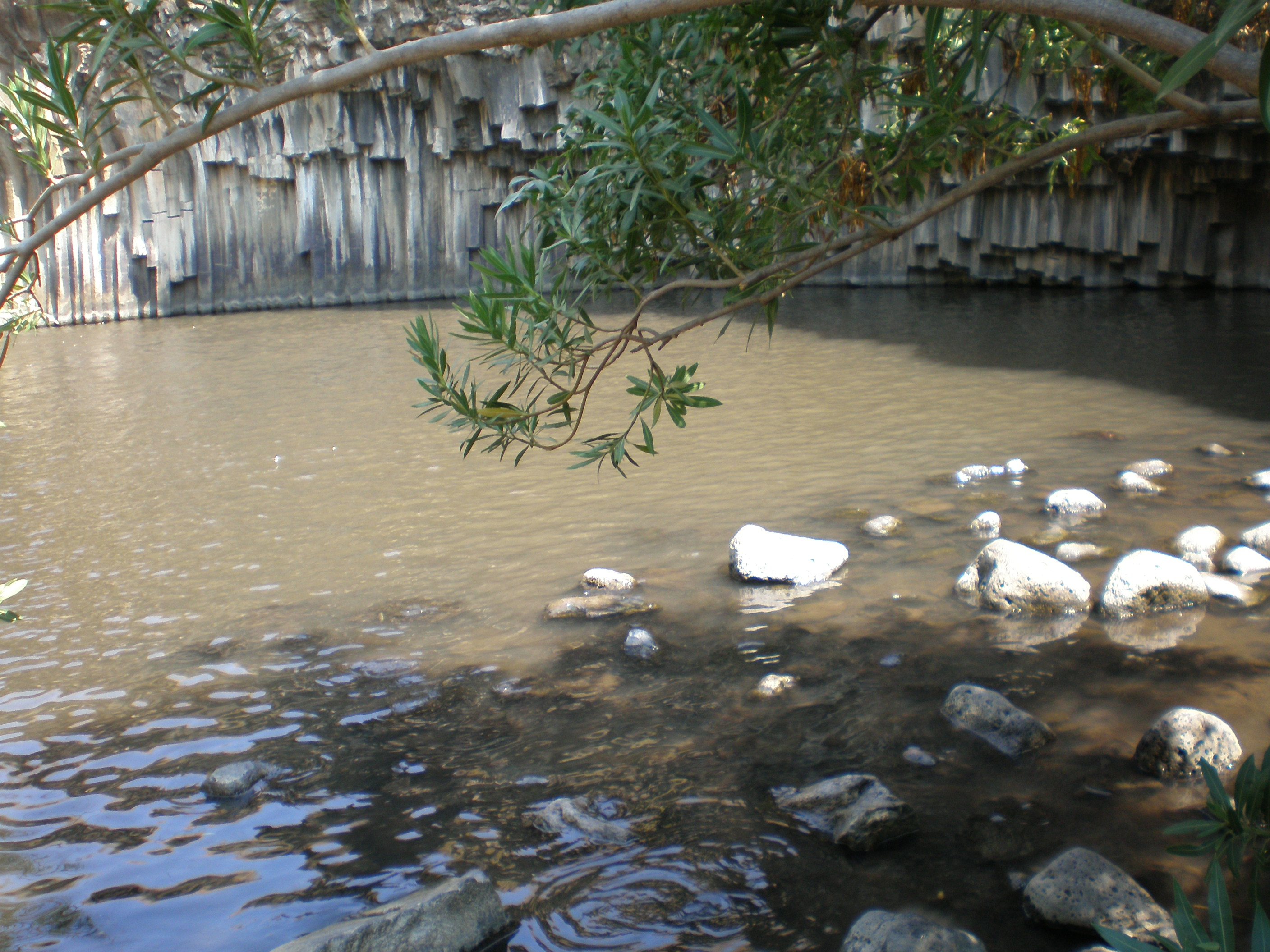
六角池

32°56′19″N 35°39′56″E / 32.93861°N 35.66556°E
六角池（希伯來語：‎）是位于戈兰高地西部一个天然水池，因池边矗立有6个角的玄武岩柱而得名。池水来源于附近的小山。池边的玄武岩柱由于受到平移断层的持续影响而造成扭曲的外观。